# Ion Luca Caragiale (Dâmbovița)
Pour les articles homonymes, voir Ion Luca Caragiale.
Ion Luca Caragiale est une commune du județ de Dâmbovița en Roumanie.